# Nele McElvany
Nele McElvany (früher Nele Julius, Nele Julius-McElvany; * 1977) ist eine deutsche Bildungsforscherin und Hochschullehrerin an der TU Dortmund.
Nach dem Abitur an der Stormarnschule in Ahrensburg begann sie 1997 ein Studium der Psychologie an der Freien Universität Berlin und zusätzlich der Germanistik und Geschichte zum Lehramt. 2001 legte sie das Diplom in Psychologie ab und wurde 2002 Wissenschaftliche Mitarbeiterin am Max-Planck-Institut für Bildungsforschung, Berlin, Forschungsbereich Erziehungswissenschaft und Bildungssysteme. 2006 promovierte sie dort zur Dr. phil. und 2009 habilitierte sie sich an der FU Berlin. Seit 2009 ist sie Professorin für Empirische Bildungsforschung an der Technischen Universität Dortmund und leitete die  Arbeitsgruppe „Empirische Bildungsforschung mit dem Schwerpunkt Lehren und Lernen im schulischen Kontext“ am Institut für Schulentwicklungsforschung (IFS) der TU Dortmund. Seit 2014 ist sie die dessen Geschäftsführende Direktorin. Seit 2020 ist sie Prorektorin für Forschung.
Ihr Forschungsschwerpunkt liegt auf der Lesekompetenz von Kindern und Jugendlichen. Sie leitet seit 2019 in Deutschland die internationale Bildungsstudie PIRLS/IGLU und ist an weiteren Verbundprojekten beteiligt. 2023 trat sie mit den Ergebnissen in der Öffentlichkeit auf. Sie gibt das Jahrbuch für Schulentwicklung (Beltz Verlag) mit heraus.
Sie ist seit 2017 Mitglied beim Expertengremium Aktionsrat Bildung.

## Schriften
- McElvany, N., Hasselhorn, J., Ohle, A., Bos, W., Holtappels, H. G. (Hrsg.) (2017): Bedingungen gelingender Lern- und Bildungsprozesse (Dortmunder Symposium der Empirischen Bildungsforschung, Bd. 2). Münster: Waxmann.
- McElvany, N., Jungermann, A., Bos, W., Holtappels, H. G. (Hrsg.) (2017): Ankommen in der Schule – Chancen und Herausforderungen bei der Integration von Kindern und Jugendlichen mit Fluchterfahrung (IFS-Bildungsdialog, Bd. 1). Münster: Waxmann.
- McElvany, N., Ohle, A., El-Khechen, W., Hardy, I, Cinar, M. (2017): Förderung sprachlicher Kompetenzen – Das Potential der Familiensprache für den Wortschatzerwerb aus Texten. Zeitschrift für Pädagogische Psychologie, 31 (1), 13–25.
- Mithrsg.: Bedingungen erfolgreicher Bildungsverläufe in gesellschaftlicher Heterogenität: Interdisziplinäre Forschungsbefunde und Perspektiven, 2018, ISBN 978-383093778-4.